# قسم كهن أباد الريفي (مقاطعة آرادان)
قسم کهن أباد الريفي (بالفارسية: دهستان کهن‌آباد) هي قسم تقع في إيران في سمنان. يقدر عدد سكانها بـ 3,411 نسمة .